# Kamerun az 1984. évi nyári olimpiai játékokon
Kamerun az egyesült államokbeli Los Angelesben megrendezett 1984. évi nyári olimpiai játékok egyik részt vevő nemzete volt. Az országot az olimpián 6 sportágban 46 sportoló képviselte, akik összesen 1 érmet szereztek.

## Érmesek
| Érem  | Versenyző            | Sportág   | Versenyszám |
| ----- | -------------------- | --------- | ----------- |
| Bronz | Martin Ndongo-Ebanga | Ökölvívás | Könnyűsúly  |

## Atlétika
Férfi
| Versenyző                                                                | Versenyszám     | Előfutam      | Előfutam      | Előfutam      | Negyeddöntő | Negyeddöntő | Negyeddöntő | Elődöntő | Elődöntő | Elődöntő | Döntő   | Döntő    |
| Versenyző                                                                | Versenyszám     | Idő           | Hely.         | Össz.         | Idő         | Hely.       | Össz.       | Idő      | Hely.    | Össz.    | Idő     | Helyezés |
| ------------------------------------------------------------------------ | --------------- | ------------- | ------------- | ------------- | ----------- | ----------- | ----------- | -------- | -------- | -------- | ------- | -------- |
| Barnabé Messomo                                                          | 100 m           | 10,98         | 6.            | 65.*          | kiesett     | kiesett     | kiesett     | kiesett  | kiesett  | kiesett  | kiesett | kiesett  |
| Emmanuel Bitanga                                                         | 200 m           | nem ért célba | nem ért célba | nem ért célba | kiesett     | kiesett     | kiesett     | kiesett  | kiesett  | kiesett  | kiesett | kiesett  |
| Mama Moluh                                                               | 400 m           | 48,90         | 7.            | 66.           | kiesett     | kiesett     | kiesett     | kiesett  | kiesett  | kiesett  | kiesett | kiesett  |
| Jean-Pierre Abossolo-Ze                                                  | 400 m gát       | 52,85         | 7.            | 39.           |             |             |             | kiesett  | kiesett  | kiesett  | kiesett | kiesett  |
| Ernest Tché-Noubossie Jean-Pierre Abossolo-Ze Barnabé Messomo Mama Moluh | 4 × 400 m váltó | 3:16,00       | 7.            | 23.           |             |             |             | kiesett  | kiesett  | kiesett  | kiesett | kiesett  |

| Versenyző             | Versenyszám | Selejtező | Selejtező | Döntő    | Döntő    |
| Versenyző             | Versenyszám | Eredmény  | Helyezés  | Eredmény | Helyezés |
| --------------------- | ----------- | --------- | --------- | -------- | -------- |
| Ernest Tché-Noubossie | Távolugrás  | 676 cm    | 29.       | kiesett  | kiesett  |
| Ernest Tché-Noubossie | Hármasugrás | 14,39 m   | 27.       | kiesett  | kiesett  |

Női
| Versenyző         | Versenyszám | Előfutam | Előfutam | Előfutam | Negyeddöntő | Negyeddöntő | Negyeddöntő | Elődöntő | Elődöntő | Elődöntő | Döntő   | Döntő    |
| Versenyző         | Versenyszám | Idő      | Hely.    | Össz.    | Idő         | Hely.       | Össz.       | Idő      | Hely.    | Össz.    | Idő     | Helyezés |
| ----------------- | ----------- | -------- | -------- | -------- | ----------- | ----------- | ----------- | -------- | -------- | -------- | ------- | -------- |
| Cécile Ngambi     | 100 m gát   | 13,54    | 4.       | 13.*     |             |             |             | 13,70    | 7.       | 15.      | kiesett | kiesett  |
| Cécile Ngambi     | 100 m       | 11,67    | 5.       | 20.      | 11,82       | 4.          | 18.*        | 11,91    | 8.       | 16.      | kiesett | kiesett  |
| Ruth Enang Mesode | 100 m       | 11,81    | 5.       | 23.      | 12,02       | 7.          | 26.         | kiesett  | kiesett  | kiesett  | kiesett | kiesett  |
| Ruth Enang Mesode | 200 m       | 24,39    | 4.       | 24.      | 24,25       | 6.          | 23.         | kiesett  | kiesett  | kiesett  | kiesett | kiesett  |

| Versenyző       | Versenyszám   | Selejtező | Selejtező | Döntő    | Döntő    |
| Versenyző       | Versenyszám   | Eredmény  | Helyezés  | Eredmény | Helyezés |
| --------------- | ------------- | --------- | --------- | -------- | -------- |
| Agathe Ngo Nack | Diszkoszvetés | 38,32 m   | 16.       | kiesett  | kiesett  |
| Agnès Tchuinté  | Gerelyhajítás | 55,94 m   | 17.       | kiesett  | kiesett  |

* - egy másik versenyzővel azonos eredményt ért el

## Birkózás
Szabadfogású
| Versenyző         | Versenyszám | Vigaszágas kiesés | Vigaszágas kiesés | 5. helyért        | Bronz- mérkőzés   | Döntő             | Helyezés    |
| Versenyző         | Versenyszám | Ellenfél Eredmény | Hely.             | Ellenfél Eredmény | Ellenfél Eredmény | Ellenfél Eredmény | Helyezés    |
| ----------------- | ----------- | --- | ----------------- | ----------------- | ----------------- | ----------------- | ----------- |
| Simon N'Kondag    | 57 kg       | A csoport · Rohtas Singh (IND) · kétvállas · Orlando Cáceres (PUR) · kétvállas                                                                        | 8.                | kiesett           | kiesett           | kiesett           | helyezetlen |
| Pascal Segning    | 62 kg       | A csoport · Carmelo Flores (PUR) · kétvállas · Bob Robinson (CAN) · 0–13                                                                              | 7.                | kiesett           | kiesett           | kiesett           | helyezetlen |
| Victor Kede Manga | 68 kg       | B csoport · Erwin Knosp (FRG) · 0–13 · a 2. fordulóban erőnyerő · Kamimura Maszakazu (JPN) · kétvállas                                                | 8.                | kiesett           | kiesett           | kiesett           | helyezetlen |
| Houkreo Bambe     | 74 kg       | B csoport · Mohamed Zayar (SYR) · passzivitás · Oscar Strático (ARG) · passzivitás · Martin Knosp (FRG) · kétvállas · Higucsi Naomi (JPN) · kétvállas | 5.                | kiesett           | kiesett           | kiesett           | helyezetlen |
| Barthelémy N'To   | 82 kg       | A csoport · Iraklis Deskoulidis (GRE) · kétvállas · Nagasima Hidejuki (JPN) · kétvállas                                                               | 8.                | kiesett           | kiesett           | kiesett           | helyezetlen |

## Cselgáncs
| Versenyző           | Versenyszám  | Csoport | Selejtező         | 32-es főtábla            | Nyolcaddöntő                  | Negyeddöntő             | Elődöntő          | Vigaszág nyolcaddöntő | Vigaszág negyeddöntő | Vigaszág elődöntő     | Bronz- mérkőzés   | Döntő             | Helyezés |
| Versenyző           | Versenyszám  | Csoport | Ellenfél Eredmény | Ellenfél Eredmény        | Ellenfél Eredmény             | Ellenfél Eredmény       | Ellenfél Eredmény | Ellenfél Eredmény     | Ellenfél Eredmény    | Ellenfél Eredmény     | Ellenfél Eredmény | Ellenfél Eredmény | Helyezés |
| ------------------- | ------------ | ------- | ----------------- | ------------------------ | ----------------------------- | ----------------------- | ----------------- | --------------------- | -------------------- | --------------------- | ----------------- | ----------------- | -------- |
| Christian Nkamgang  | Légsúly      | A       |                   | Mohamed Madhar (SUR) · V | kiesett                       | kiesett                 | kiesett           |                       |                      |                       |                   |                   | 18.      |
| Jesskiel Bikidick   | Harmatsúly   | A       | erőnyerő          | Brad Farrow (CAN) · V    | kiesett                       | kiesett                 | kiesett           |                       |                      |                       |                   |                   | 20.      |
| Jules-Albert Ndemba | Váltósúly    | B       | erőnyerő          | Mohamed Maach (MAR) · GY | Jorge Bonnet (PUR) · V        | kiesett                 | kiesett           |                       |                      |                       |                   |                   | 14.      |
| Clément Nzali       | Középsúly    | A       |                   | Fabien Canu (FRA) · V    | kiesett                       | kiesett                 | kiesett           |                       |                      |                       |                   |                   | 18.      |
| Essambo Ewane       | Félnehézsúly | B       |                   | erőnyerő                 | Nicholas Kokotaylo (GBR) · V  | kiesett                 | kiesett           |                       |                      |                       |                   |                   | 13.      |
| Isidore Silas       | Nehézsúly    | B       |                   |                          | Fernando Ferreyros (PER) · GY | Szaitó Hitosi (JPN) · V |                   |                       |                      | Mark Berger (CAN) · V | kiesett           |                   | 7.       |

## Kerékpározás

### Országúti kerékpározás
Férfi
| Versenyző                                            | Versenyszám     | Idő              | Helyezés      |
| ---------------------------------------------------- | --------------- | ---------------- | ------------- |
| Alain Ayissi                                         | Mezőnyverseny   | nem ért célba    | nem ért célba |
| Joseph Kono                                          | Mezőnyverseny   | nem ért célba    | nem ért célba |
| Dieudonné Ntep                                       | Mezőnyverseny   | nem ért célba    | nem ért célba |
| Thomas Siani                                         | Mezőnyverseny   | nem ért célba    | nem ért célba |
| Alain Ayissi Lucas Feutsa Joseph Kono Dieudonné Ntep | Csapat időfutam | 2:25:26 (+26:58) | 23.           |

## Labdarúgás
| Kameruni férfi labdarúgócsapat-játékoskeret | Kameruni férfi labdarúgócsapat-játékoskeret                                                                            |
| --- | --- |
| - Théophile Abega Mbida - Ibrahim Aoudou - Paul Bahoken - Joseph-Antoine Bell - Michel Bilamo - Dagobert Dang - François N'Doumbé Lea - Emmanuel Kundé | - Luc Mbassi Effengue - Louis-Paul M'Fédé - Ernest Ebongué - Eugène Ekéké - Roger Milla - Isaac Sinkot - Charles Toubé |

### Eredmények
Csoportkör
B csoport
| Csapat            | M | Gy | D | V | Rg | Kg | Gk | P |
| ----------------- | - | -- | - | - | -- | -- | -- | - |
| Jugoszlávia (YUG) | 3 | 3  | 0 | 0 | 7  | 3  | +4 | 6 |
| Kanada (CAN)      | 3 | 1  | 1 | 1 | 4  | 3  | +1 | 3 |
| Kamerun (CMR)     | 3 | 1  | 0 | 2 | 3  | 5  | –2 | 2 |
| Irak (IRQ)        | 3 | 0  | 1 | 2 | 3  | 6  | –3 | 1 |

| 1984. július 30. 19:00 |

| Jugoszlávia (YUG)         | 2–1               | Kamerun (CMR) |
| ------------------------- | ----------------- | ------------- |
| Nikolić 39' Cvetković 70' | (1–1) Jegyzőkönyv | Milla 32'     |

| Navy-Marine Corps Memorial Stadium, Annapolis Nézőszám: 15 010 Játékvezető: Jan Keizer (holland) |

| 1984. augusztus 1. 19:00 |

| Kamerun (CMR) | 1–0               | Irak (IRQ) |
| ------------- | ----------------- | ---------- |
| Bahoken 7'    | (1–0) Jegyzőkönyv |            |

| Harvard Stadium, Boston Nézőszám: 20 000 Játékvezető: David Socha (amerikai) |

| 1984. augusztus 3. 19:00 |

| Kamerun (CMR) | 1–3               | Kanada (CAN)                 |
| ------------- | ----------------- | ---------------------------- |
| Mfédé 76'     | (0–1) Jegyzőkönyv | Mitchell 43' 82' Vrablic 72' |

| Harvard Stadium, Boston Nézőszám: 27 621 Játékvezető: Enzo Batbaresco (olasz) |

| Csapat        | Helyezés |
| ------------- | -------- |
| Kamerun (CMR) | 9.       |

## Ökölvívás
| Versenyző                 | Versenyszám   | Selejtező         | 32-es főtábla                 | Nyolcaddöntő                        | Negyeddöntő               | Elődöntő               | Döntő             | Helyezés |
| Versenyző                 | Versenyszám   | Ellenfél Eredmény | Ellenfél Eredmény             | Ellenfél Eredmény                   | Ellenfél Eredmény         | Ellenfél Eredmény      | Ellenfél Eredmény | Helyezés |
| ------------------------- | ------------- | ----------------- | ----------------------------- | ----------------------------------- | ------------------------- | ---------------------- | ----------------- | -------- |
| Martin Ndongo-Ebanga      | Könnyűsúly    | erőnyerő          | Shadrach Odhiambo (SWE) · RSC | Gordon Carew (GUY) · KO             | Fahri Sümer (TUR) · 4:1   | Luis Ortíz (PUR) · 2:3 | kiesett           |          |
| Jean-Pierre Mbereke-Baban | Kisváltósúly  | erőnyerő          | Ramy Zialor (SEY) · 5:0       | Ikhlef Ahmed Hadj Allah (ALG) · 4:1 | Mirko Puzović (YUG) · 0:5 | kiesett                | kiesett           | 5.       |
| Georges-Claude Ngangue    | Váltósúly     | erőnyerő          | Joni Nyman (FIN) · 0:5        | kiesett                             | kiesett                   | kiesett                | kiesett           | 17.      |
| Pierre Claver Mella       | Nagyváltósúly | erőnyerő          | Ralph Labrosse (SEY) · 1:4    | kiesett                             | kiesett                   | kiesett                | kiesett           | 17.      |
| Paul Kamela               | Középsúly     |                   | Noè Cruciani (ITA) · 0:5      | kiesett                             | kiesett                   | kiesett                | kiesett           | 17.      |
| Jean-Paul Nanga-Ntsah     | Félnehézsúly  |                   | Philip Pinder (BAH) · 5:0     | Christer Corpi (SWE) · 4:1          | Kevin Barry (NZL) · 1:4   | kiesett                | kiesett           | 5.       |

RSC – a mérkőzésvezető megállította a mérkőzést